# Oranienbaum-Wörlitz
Oranienbaum-Wörlitz est une ville d'Allemagne située dans l'arrondissement de Wittemberg, dans l'est de la Saxe-Anhalt. Elle a été fondée la 1er janvier 2011 par fusion des anciennes municipalités constituant désormais ses quartiers.

## Quartiers
| - Brandhorst - Gohrau - Goltewitz - Griesen - Horstdorf - Kakau | - Oranienbaum - Rehsen - Riesigk - Vockerode - Wörlitz |

## Personnalités liées à la ville
- Henriette-Catherine d'Orange-Nassau (1637-1708), princesse morte au château d'Oranienbaum.
- Frédéric-Guillaume de Brandebourg-Schwedt (1700-1771), margrave né au château d'Oranienbaum.
- Friedrich Rust, musicien né à Wörlitz en 1739.
- Friedrich von Matthisson, poète mort à Wörlitz en 1831.